# Los exitosos Pérez
Los exitosos Pérez, est une telenovela mexicaine diffusée en 2009-2010 par Canal de las Estrellas.

## Distribution
- Ludwika Paleta : Soledad "Sol" Duarte de Pérez
- Jaime Camil : Martín Pérez / Gonzalo González
- Rogelio Guerra : Franco Arana
- Verónica Castro : Roberta Santos
- José Ron : Tomás Arana
- Paty Díaz : Amanda Olivera
- Marco Méndez : Diego Planes
- África Zavala : Liliana "Lily" Cortéz
- Pablo Valentín : Sergio Méndez
- Dalilah Polanco : Daniela
- Mauricio Mejía : Charlie Díaz
- Gastón Ricaud : Joséfo
- Iván Espeche : Ricardo Juárez
- David Chocarro : Ignacio "Nacho" de la Torre
- Santiago Ríos : Álvaro Chávez
- Tomy Dunster : Gonzalo Amor
- Gisela Van Lacke : Lola
- Ana Martín : Renata Manzilla de la Cruz "Rosa"
- Susana González : Alessandra "Alex" Rinaldi
- Víctor Laplace : Alfonso Duarte
- Mike Amigorena : Adrián Bravo
- Macaria : Rebeca Ramos Villaseñor
- Brenda Gandini : Adriana
- Eduardo Narvay : Ramos

## Autres versions
- Los exitosos Pells (2008-2009), produit par Sebastián Ortega, Underground Contenidos et Endemol Argentina pour Telefe; avec Mike Amigorena et Carla Peterson.
- Los exitosos Pells (2009), réalisé par Germán Barriga pour TVN Chili; avec Ricardo Fernández Flores, Luz Valdivieso, Marcelo Alonso et Claudia Di Girólamo.
- Los exitosos Pells (2009), produit par ZeppelinTV pour Cuatro; avec Miguel Barberá et Beatriz Segura.
- El exitoso licenciado Cardoso (2009-2010), produit par Ecuavisa.
- Los exitosos Gomes (2010), produit par Susana Bamonde pour Frecuencia Latina; avec Diego Bertie et Gianella Neyra.
- Ο Κύριος και η Κυρία Πελς (2010).